# Pygmaeocereus bylesianus
Pygmaeocereus bylesianus là một loài thực vật có hoa trong họ Cactaceae. Loài này được Andreae & Backeberg miêu tả khoa học đầu tiên năm 1957.